# السياسة اليسارية المتطرفة في المملكة المتحدة
وُجِدت السياسة اليسارية المتطرفة في المملكة المتحدة منذ القرن التاسع عشر الميلادي على الأقل بدايةً مع تأسيس العديد من المنظمات التي تتبع الأيديولوجيات مثل الاشتراكية الثورية واللاسلطوية والنقابية.
لاحقاً، بعد الثورة الروسية عام 1917 والتطورات في الماركسية العالمية، دافعت منظمات جديدة عن الأيديولوجيات مثل الماركسية اللينينية والشيوعية اليسارية والتروتسكية.
أدت العديد من التطورات العالمية من عام 1960 ميلادي -أي بعد الثورة الشيوعية الصينية عام 1949- إلى ظهور مجموعات الماركسية اللينينية الماوية «عُرِفت لاحقًا باسم مجموعات الخوجية». خلفت الانقسامات السياسية داخل هذه الاتجاهات عدداً كبير من المنظمات السياسية الجديدة وبالأخص في فترة ما بين ستينيات إلى تسعينيات القرن العشرين الميلادي.

## تعريف
يُعرِّف إيان آدامز في كتابه «الأيديولوجية والسياسة في بريطانيا اليوم» اليسار البريطاني المتطرف بأنه منظمات سياسية «ملتزمة بالماركسية الثورية» في المقام الأول. ويُسمي على وجه التحديد «الشيوعين الأرثوذكس، بالذين تأثروا باليسار الماركسي المتطرف الجديد لعام 1960، وأتباع ليون تروتسكي وماو تسي تونغ وفيديل كاسترو وحتى أتباع أنور خوجة». صرح إيان بأنه على الرغم من أن اليسار البريطاني المتطرف معقد جداً، فإن الانقسام الرئيسي هو بين الشيوعيين الأرثوذكس (أي الماركسيين اللينينيين، والذين يُطلق عليهم أحيانًا «الستالينيين») والتروتسكيين. وبالمثل، يركز جون كالاهان في كتابه «اليسار المتطرف في السياسة البريطانية» على أكبر خمس منظمات ماركسية، وهي الحزب الشيوعي «الرسمي» والمجموعات التروتسكية الأربع الأكثر تأثيراً. ومع ذلك، يستخدم إيفان سميث في كتابهِ «ضد المد أو ضد التيار: اليسار البريطاني المتطرف من عام 1965» لقب اليسار المتطرف ليشمل جميع التيارات السياسية إلى يسار حزب العمل «بما فيها الجماعات اللاسلطوية».

## تاريخ

### الخلفية التاريخية وأوائل الجماعات 1881-1920

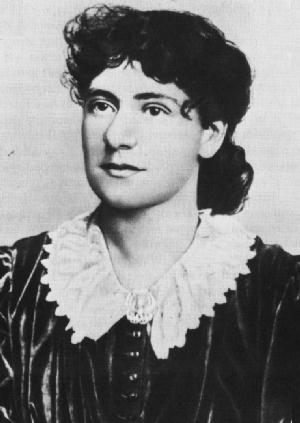
إليانور ماركس

نشطت الجماعات السياسية الماركسية في بريطانيا منذ منتصف القرن التاسع عشر الميلادي بدايةً مع العصبة الشيوعية. مع هذا، كان أول حزب سياسي وطني ماركسي معلن في بريطانيا هو الاتحاد الاشتراكي الديمقراطي والذي أسسه هنري هيندمان في عام 1881 ميلادي، بداية سُمّي الاتحاد الديمقراطي وأعيدت تسميته بعد الانتماء إلى رابطة تحرير العمال في عام 1884 ميلادي. لم ينضم كارل ماركس وفريدريك إنجلز إلى المنظمات الماركسية الحديثة لكن الاتحاد الاشتراكي الديمقراطي كان يُعِدّ ابنة كارل ماركس، إليانور ماركس، ضمن أعضائه قبل انفصالها هي وزوجها إدوارد أفيلينغ وويليام موريس ورابطة تحرير العمال ليأسسوا الرابطة الاشتراكية الليبرتارية. كان كلا الحزبين بارزين بعدم استعدادهما للتعاون مع «الأحزاب البرجوازية» مثل الليبراليين حول قضايا الإصلاح، لكنها اختلفت حول مسألة المشاركة في الانتخابات، والتي عارضها أغلبية الرابطة الاشتراكية. ترشّح الاتحاد الاشتراكي الديمقراطي في الانتخابات عام 1885 لكن حظى بالقليل من النجاح.
انبثقت مجموعات إصلاحية وأخلاقية اشتراكية وأقل راديكالية في نفس الوقت تقريبًا مثل الجمعية الفابية عام 1884، حزب العمل المستقل عام 1893؛ لم يلتزم الأخير بصرامة بالاشتراكية العلمية المشتقة من الماركسية للرابطة الاشتراكية الديمقراطية وكان يضم عدداً لا يستهان به من حزب الاشتراكية المسيحية. حدث التحالف بين ثلاث منظمات مع لجنة التمثيل العمالي في عام 1900 لكنه لم يكن بلا توترات، وأدى إلى تمزق داخل الحزب الديمقراطي الاشتراكي.
بدأ الاتحاد الاشتراكي الديمقراطي في الانقسام حول قضية «تعرّش الإصلاحية» وكذلك حرب البوير الثانية لعام 1899-1902 مع كون هندمان نفسه في النهاية أقل حماسة في معارضته. كانت القضية المباشرة التي تسببت في تقسيم جزء كبير من اليسار المتطرف صعب الانقسام هي الجدال حول المؤتمر الاشتراكي الدولي للأممية الثانية في باريس حول دخول الماركسي ألكسندر ميللر إلى حكومة بيير فالديك روسو الفرنسية البرجوازية. يشير الذين عارضوها «المعروفون بالمستحيليين نسبة لنظام الاستحالة» إلى الداعمين لها بالانتهازيين الذين يخونون المبادئ الثورية من خلال التعاون الطبقي. انفصلت اثنتان من أهم المجموعات من الاتحاد الديمقراطي الاشتراكي؛ من بينهم حزب العمال الاشتراكي ذي التوجه نحو دانيال دي ليون «تأسس عام 1903» لنيل ماكلاين (والذي انضم أيضًا جيمس كونولي لاحقًا، المشهور في جمهوريانية أيرلندا والذي كان أكثر شهرة في اسكتلندا)، والحزب الاشتراكي لبريطانيا العظمى «تأسس في عام 1904».
شهدت الفترة التي سبقت الحرب العالمية الأولى تجدد الاقتتال الصناعي خارج تيار التزام الحركة العمالية التقليدي بالسياسة البرلمانية. انبثقت العصبة الصناعية والعمال الصناعيون لبريطانيا العظمى بين عامي 1908-1909 من المدافعين البريطانيين عن النقابية الصناعية، تأسست في البداية عن طريق حزب العمال الاشتراكي. تأسست رابطة التربية النقابية الصناعية في العام التالي، من قبل أعضاء منشقين من الاتحاد الديمقراطي الاشتراكي.
تحول الاتحاد الديمقراطي الاشتراكي إلى حزب ماركسي جديد، الحزب الاشتراكي البريطاني جنبًا إلى جنب مع بعض الأعضاء من اليسار لحزب العمل المستقل بقيادة هندمان. نشأ الصراع بعد مجيء الحرب العالمية الأولى بين فصائل القوميين والدفاع الوطني مع اتخاذ هندمان موقفًا قومياً. انتقد فلاديمير لينين الذي زار لندن ست مرات من عام 1902 إلى 1911 هذه الظاهرة ودعم القوميين. وصلت الأمور إلى ذروتها في عام 1916 عندما غادر المهزوم هندمان ليأسس الحزب الاشتراكي العالمي بينما دعم معارضوه القوميون أمثال زيلدا أين وثيودور روثستين مؤتمر زيمروالد. كان جون ماكلين في اسكتلندا متورطاً في حركة ريد كلايدسايد. أصبح الحزب الاشتراكي البريطاني فيما بعد أكبر حزب شيوعي قيد التكوين في بريطانيا على الرغم من انتمائه لحزب العمال لانتخابات عام 1918 العامة بعد ذلك بوقت قصير، وأصبح أكبر مجموعة مؤسسية للحزب الشيوعي لبريطانيا العظمى.

### الماركسية اللينينية في بريطانيا 1920-1947
تأسس الحزب الشيوعي لبريطانيا العظمى رسمياً في عام 1920 كجزء بريطاني من الشيوعية الدولية وعُرف أيضاً بالثالث عالمياً وتبنى نظريات اللينينية. جاء أكبر جزء من أعضائه من الحزب الاشتراكي البريطاني الفصيل الأممي الذي أطاح بهيندمان عام 1916. كانت هناك جماعات أخرى بما فيها مجموعة الوحدة الشيوعية «بدرجة رئيسية من جلاسجو»، والتي انفصلت من حزب العمال الاشتراكي «دي ليونيست» المتمثل بآرثر ماكمانوس وتوم بيل ويليام بول وكذلك أيضاً، جمعية جنوب ويلز الاشتراكية والتي تتكون بشكل رئيسي من عمال مناجم الفحم الويلزية.

لكن الوحدة لم تكن بالإجماع، إذ تأسست بعض المجموعات الأخرى خارج نطاق سيطرة الحزب الشيوعي لبريطانيا العظمى مثل: الحزب الشيوعي لجنوب ويلز وغرب إنجلترا، حزب العمل الشيوعي ومقرّه في اسكتلندا، ويضم جون ماكلين، الحزب الشيوعي «القسم البريطاني للأممية الثالثة» المرتبط بالاقتراع لسيلفيا بانكهيرست، العصبة الشيوعية لغي الدرد التي لم تشمل الماركسيين فقط، بل وشملت الشيوعيين الأناركيين أيضًا. بحلول يناير عام 1921 انضمت معظم الجماعات المذكورة أعلاه إلى الحزب الشيوعي لبريطانيا العظمى باستثناء العصبة الشيوعية، والتي أصبحت الاتحاد الشيوعي المناهض للبرلمان والذي جاء لمعارضة اللينينية.
لم يكن حزب العمال غير متحمس من الثورة البلشفية، هذا بدوره ساعد على تفاقم التوترات القائمة بين حزب العمل واليسار المتطرف. قبل عام 1900 كانت إحدى القضايا الرئيسية التي قسمت اليسار المتطرف البريطاني هو الموقف تجاه حزب العمال القائم على النقابات، ولم تنحسر هذه الانقسامات بمجرد تشكيل مثل هذه المنظمة. إن افتقار القيادة العمالية للحماس للثورة البلشفية كان القشة التي قسمت العديد من أعضاء الحزب الاشتراكي البريطاني.

- أندرو ثورب، الحزب الشيوعي البريطاني وموسكو، 1920-1943
تكشف الدراسات لهذه الفترة، أنه من حيث المشاركة، كانت اللغات الكلتية ممثلة تمثيلًا زائدًا، في حين كانت اللغة الإنجليزية ممثلة تمثيلًا قليلًا في الأيام الأولى للشيوعية البريطانية. حصل الشيوعيون على وجه الخصوص على دعم الطبقة العاملة الويلزية في وادي رونددا والأسكتلنديين في ويست فايف «كلاهما مناطق تعدين رئيسية في ذلك الوقت». لعب بعض الشتات الكاثوليكي الأيرلندي أيضًا دوراً، وخاصة في المدن الصناعية الكبرى في بريطانيا. بالإضافة إلى هذه الصبغة السلتيك البارزة في الطرف الشرقي من لندن «هاكني، وايت تشابل وبيثنال غرين»، كان هناك أيضاً، شتاتٌ من اليهود البريطانيين الذين فروا مؤخرًا من برنامج إبادة اليهود في روسيا القيصرية في الإمبراطورية الروسية. لم يلعب جون ماكلين «وهو أفضل ثوري يعتبره لينين والبلاشفة» أي دور في الحزب الشيوعي لبريطانيا العظمى. وقد ادعى أن النائب الأول للحزب، سيسيل ليسترانج مالون والشخصية البارزة، ثيودور روثستين «الذي كتب أيضًا لصحيفة ذا مانشستر غارديان»، كانا «جواسيس للشرطة» وادعوا بدورهم أنه مجنون بعد قضائه فترة من سوء المعاملة في السجن. توفي ماكلين بحلول عام 1923 ولذلك وصلت القضية إلى نهايتها.
سُلِط الضوء على اليسار المتطرف في الفترة التي سبقت الانتخابات العامة لعام 1924، مع ظهور «رسالة زينوفييف» في صحيفة ديلي ميل. اعترفت حكومة حزب العمال الحالية لرامزي ماكدونالد في وقت سابق من العام بأن الحكومة السوفيتية شرعية. ونصّت الرسالة التي يفترض أنه جريجوري زينوفييف «رئيس الكومنترن» كتبها إلى آرثر ماكمانوس، على أن «تحسين العلاقات البريطانية السوفيتية سيكون له تأثير إحداث ثورة البروليتاريا الدولية والبريطانية لا تقل عن نهضة ناجحة في أي من المناطق العاملة في إنجلترا». كان التأثير الضمني من الصحافة المحافظة هو أن ماكدونالد وحزب العمال هما حصان طروادة للبلشفية. نفى زينوفييف من جانبه التأليف، ولكنه وُثِّق على نطاق واسع في بريطانيا في ذلك الوقت. كان ذلك حتى أواخر الستينيات من القرن الماضي، حتى طعن الباحثون في صحتها بشكل كامل وتُعتبر اليوم بمثابة التزوير. قضى عدد من النشطاء، بما في ذلك ألبرت إنكبين، وقتًا في السجن بموجب قانون التحريض على التمرد 1797 في منتصف عشرينيات القرن العشرين.